# Elga leptostyla
Elga leptostyla – gatunek ważki z rodziny ważkowatych (Libellulidae). Występuje na terenie Ameryki Południowej – od środkowej Kolumbii po południowo-wschodnią Brazylię.